# アラン・ウィギンズ
アラン・ウィギンズ（Alan Wiggins、1985年7月19日 - )は、アメリカ合衆国出身のバスケットボール選手である。ポジションはPF/SF。身長206cm、体重115kg。

## 来歴
サンフランシスコ大学を卒業後、フランス→ルーマニア→ウクライナ→中国→レバノン→韓国→アメリカ→ベルギー→フランス→ウクライナでプレー。
その後、来日し、千葉ジェッツに入団。2014年退団。
2019年10月25日にB3リーグの佐賀バルーナーズに入団。
同年12月16日に佐賀バルーナーズから契約解除により退団。

## 経歴
- サンフランシスコ大学 - フランスなど（2007〜2013） - 千葉ジェッツ（2013〜2014） - 佐賀バルーナーズ（2019）